# Карантан-ле-Маре
Карантан-ле-Маре (фр. Carentan les Marais) — муніципалітет у Франції, у регіоні Нижня Нормандія, департамент Манш. Карантан-ле-Маре утворено 1 січня 2016 року шляхом злиття муніципалітетів Анговіль-о-Плен, Карантан, Уевіль i Сен-Ком-дю-Мон. Адміністративним центром муніципалітету є Карантан. Населення — 10 220 осіб (01.01.2021).

## Історія
1-1-2017 до Карантан-ле-Маре приєднали колишні муніципалітети Бреван, Сен-Пельрен і Ле-Вей.
1-1-2019 до Карантан-ле-Маре приєднали колишні муніципалітети Брюшвіль, Ка, Монмартен-ан-Грень, Сен-Ілер-Петітвіль і В'єрвіль.